# Hubert von Hößlin
Hubert von Hößlin (* 2. März 1882 in Augsburg; † 23. Juni 1968 in Pöcking) war ein deutscher Generalmajor im Zweiten Weltkrieg, Archivar im Bayerischen Kriegsarchiv sowie Militärautor.

## Leben

### Herkunft
Hubert entstammte dem Adelsgeschlecht von Hößlin. Er war der Sohn des bayerischen Generalleutnants und Kämmerers Richard von Hößlin (1853–1930) und dessen Ehefrau Agnes, geborene von Süßkind-Schwendi (1861–1937).

### Militärkarriere
Nach dem Abitur am Wilhelmsgymnasium München als Zögling der Pagerie trat er am 6. Juli 1900 als Fähnrich in das 4. Chevaulegers-Regiment „König“ der Bayerischen Armee in seiner Heimatstadt ein. Nach dem erfolgreichen Besuch der Kriegsschule wurde Hößlin am 9. März 1902 zum Leutnant befördert. 1904 trat er zur Schutztruppe über, kam nach Deutsch-Südwestafrika und beteiligte sich hier an der Niederschlagung des Aufstands der Herero und Nama. Hößlin kehrte Ende September 1906 nach Bayern zurück, wurde wieder in seinem Stammregiment angestellt und die kommenden drei Jahre als Regimentsadjutant verwendet. Von 1910 bis 1913 absolvierte Hößlin die Kriegsakademie, die ihm die Qualifikation für den Generalstab, den Referatsdienst und das Lehrfach aussprach. Im Anschluss daran folgte seine Kommandierung zur Zentralstelle des Generalstabs. Am 25. Januar 1914 wurde Hößlin Rittmeister, kam zum Regimentsstab und wurde unter Belassung in diesem Kommando zum Generalstab versetzt.
Mit Ausbruch des Ersten Weltkriegs wurde Hößlin als Zweiter Adjutant in den Stab der Kavallerie-Division versetzt und nahm an den Kämpfen in Lothringen und Frankreich teil. Ende März 1915 verlegte er mit der Division an die Ostfront, wurde hier zunächst als Reserve Oberost gehalten und beteiligte sich dann an den Vorstößen nach Litauen und Kurland. Nach der Schlacht vor Dünaburg wurde Hößlin am 17. Oktober 1915 in den Generalstab des Etappeninspektion der Armeeabteilung Falkenhausen versetzt. Von dort kam er ein knappes Jahr später in den Generalstab des XV. Reserve-Korps, dass an der Westfront in Frankreich lag. Mitte Februar 1918 wurde Hößlin als Offizier in besonderer Stellung dem Generalkommando des XV. Reserve-Korps zur Verfügung gestellt.
Nach dem Waffenstillstand von Compiègne kommandierte man ihn zum Stab der 39. Reserve-Division, wo Hößlin mit für die Rückführung in die Heimat verantwortlich war. Nach der Demobilisierung wurde er zum Reichsarchiv kommandiert und beteiligte sich zugleich im Detachement Denk an der Niederschlagung der Münchner Räterepublik.

### Archivar
Nach seiner am 9. April 1920 erfolgten Verabschiedung aus dem Militärdienst erhielt Hößlin eine Anstellung beim Reichsarchiv in Berlin. Er kehrte im Juli 1922 nach Bayern zurück und wurde als Staatsoberarchivar im Bayerischen Kriegsarchiv in München angestellt. Als Leiter der II. Abteilung (Weltkriegs-Abteilung) verfasst er im Rahmen der Darstellungen aus der bayerischen Kriegs- und Heeresgeschichte u. a. die Geschichte der Bayerischen Fliegertruppe 1912–1919, die Kriegsgeschichte des 4. Chevaulegers-Regiments „König“ sowie das fünf Teile umfassende Werk Der Große Krieg, erschienen im Verlag Carl Schnell, München.

### Wehrmacht
Noch vor Bildung der Wehrmacht wurde Hößlin am 4. Dezember 1934 als L-Offizier Angestellter bei der Reichswehr-Werbestelle München-Stadt und zum Stab des Artillerieführers VII kommandiert. Am 5. März 1935 folgte seine Anstellung als E-Offizier mit dem Dienstgrad Major beim Wehrbezirkskommando München I unter Belassung in seinem Kommando zum Stab des Artillerieführers. Sein Rangdienstalter wurde dabei auf den 1. Februar 1928 festgelegt. Zum 1. Dezember 1935 folgte seine Versetzung zur Heeresdienststelle 10, die den Grenzschutz Südgrenze verantwortete. Sechs Monate später wurde Hößlin zum Generalstab des VII. Armeekorps versetzt und hier am 1. Oktober 1936 zum Oberstleutnant befördert. Es folgten weitere Generalstabsverwendungen.
Während des Zweiten Weltkriegs wurde Hößlin schließlich am 1. April 1941 als Oberst mit Rangdienstalter vom 1. März 1940 zum Heer reaktiviert. Er fungierte zu diesem Zeitpunkt bis zum 30. November 1943 als Chef des Generalstabs des stellvertretenden III. Armeekorps. Nach seiner Beförderung zum Generalmajor am 1. September 1943 wurde Hößlin drei Monate später in die Führerreserve versetzt und zugleich zum Generalstab des XII. Armeekorps kommandiert. Für seine Leistungen dort erhielt er am 30. März 1944 das Deutsche Kreuz in Silber. Am 31. Dezember 1944 wurde Hößlin von seinem Posten enthoben und in den Ruhestand verabschiedet.

### Familie
Hößlin heiratete 1914 Rosa Rist. Ihr Sohn Roland zählt zu den ermordeten Widerstandskämpfern vom 20. Juli 1944 und den einstigen Offizieren des Bamberger 17. (Bayerisches) Reiter-Regiments um Oberst Claus Schenk Graf von Stauffenberg, die dem Kern der militärischen Opposition gegen Hitler und den Nationalsozialismus angehörten. Neben Roland hatte das Ehepaar die Kinder Hartmut und Luitgard.